# Vester Sottrup
Vester Sottrup (tyska: Wester-Satrup) är en tätort i Sønderborgs kommun i Region Syddanmark i Danmark. Tätorten har 1 438 invånare (2024). Den ligger på Jylland, cirka 7 kilometer nordväst om Sønderborg.